# フィッシャーマンズ・スープレックス
フィッシャーマンズ・スープレックス（Fisherman's Suplex）は、プロレス技の一種でスープレックスの一種として扱われている。日本名は投網式原爆固め（とあみしきげんばくがため）、網打ち式原爆固め（あみうちしきげんばくがため）。

## 概要
ブレーンバスターの要領で相手の頭部を片腋に抱え込み、密着した相手の腕を自分の頭の後ろへ持って行く。その態勢で自分の反対側の腕で相手の片腿を抱え込み後方へスープレックスして固める。そのままフォールする際には頭部を抱えた手と片足を抱えた腕をクラッチして相手を固定するのが定石である。
日本での初公開は1982年10月8日、新日本プロレスの後楽園ホール大会において、小林邦昭がメキシコ修行からの凱旋試合（木戸修とタッグを組んでの対ジョニー・ロンドス&シルバー・ハリケーン戦）で使用。しかし小林によると、この技は小林自身が考案したものではなく、メキシコ修行中の1982年頃、興行の第1試合で無名の若い選手が使っていたのを見て「"この技いいな。日本じゃ誰も使ってないぞ" ってパクったんです」と語っており、すぐに練習して翌日の試合に使ったのが始まりだったという。
技名は技を仕掛けるフォームが投網を引き上げる漁師の姿をイメージさせることから、実況アナウンサーの古舘伊知郎が命名した。
小林は1985年に週刊プロレス誌上で、相手の頭部を片腋に抱え込む代わりに相手の片腕の手首を掴んで極めた状態で投げるフィッシャーマン85を公開していたものの、実戦で使用されることはなかった。ただ、1986年11月23日の後楽園ホールでのヒロ斎藤の世界ジュニアヘビー級王座に挑戦した試合で、頭部を抱え込んでいた腕で相手の腕までも同時に抱え込んで投げるニュー・フィッシャーマンズ・スープレックスで勝利している。

## 主な使用者
- カート・ヘニング - 自身のニックネーム「ミスター・パーフェクト」に因んでパーフェクト・プレックスの名称で使用。
- テリー・ゴディ
- シェーン・ダグラス - ピッツバーグ・プランジの名称で使用。WWF時代にディーン・ダグラスとして活動していた時期は、教師のギミックに合わせてファイナル・エグザムの名称で使用していた。
- バフ・バグウェル - イエロージャケット・スープレックスの名称で使用。
- カーティス・アクセル - 父親のヘニングと同じくパーフェクト・プレックスの名称で使用。
- ショーン・スタージャック - スタージャック・プレックスの名称で使用。
- ボビー・ルード - ペイオフの名称で使用。
- 小林邦昭
- 高橋ヒロム
- 菊地毅
- トランザム★ヒロシ - ヘニングにあやかりパーフェクト・プレックスの名称で使用。
- 青柳亮生
- EVIL
- 清水愛 - 釣りガールばくだん固めの名称で使用。
- 上谷沙弥
- 間下隼人  - フィッシャーマンズ・スープレックス・ライオットの名称で使用。
- 海野翔太
- 風城ハル

## 派生技

### リストクラッチ・フィッシャーマンズ・スープレックス
府川唯未がサブマリーナ・スープレックスの名称で使用しているオリジナル技。フィッシャーマンズ・スープレックスのクラッチに加え、相手の抱え込んだ足とは反対側の腕を相手の股間下を外側から内側に向けて通し、その手首を腿を抱えた自らの腕で掴んで仕掛けるフィシャーマンズ・スープレックス。

### フィッシャーマンズ・バスター
獣神サンダー・ライガーが考案した投げっ放し式フィッシャーマンズ・スープレックス。ライガーは相手や場面によって落とす角度を調整しており、ここ一番では垂直落下式、雪崩式を使用している。
主な使用者はマグニチュード岸和田（マンドリラーの名称で使用）、土方隆司、潮崎豪などがいる。
ただ1979年の全日本プロレスの世界最強タッグに来日にしたミスター・レスリングが、相手の頭部を抱え込んだ腕と片足を抱え込んだ腕とをガッチリとクラッチした状態で抱え上げて投げる形で披露していたが、フィニッシュホールドとしては使われていなかったためかこの当時はこのような技名で呼ばれることはなかった。また1989年の全日本プロレスのチャンピオンカーニバルに来日したハーリー・レイスも同じ状態で抱え上げて投げそのままフォールした技が当時フィッシャーマンズ・バスター・ホールドと呼ばれたこともあった。

### リストクラッチ・フィッシャーマンズ・バスター
田中稔が「ヒート」と名乗っていた時期に考案した投げっ放し式リストクラッチ・フィシャーマンズ・スープレックス。ここ一番では垂直落下式を使用している。
主な使用者は土方隆司（スーパー・フィッシャーマンズ・スープレックスの名称で使用）。

### クロスレッグ・フィッシャーマンズ・バスター
HUBが「スペル・デメキン」と名乗っていた時期にデメキン・バスターの名称で使用しているオリジナル技。相手の右足を捕らえて、左足と交差させるように抱え込みながら放つフィッシャーマンズ・バスター。
主な使用者はケニー・オメガ（蒼い衝動の名称で使用）、大森北斗（無想一閃の名称で使用）。

### フィッシャーマンズ・ドライバー
丸藤正道がポールシフトの名称で使用しているオリジナル技。フィッシャーマンズ・スープレックスの体勢で抱え上げた後、相手を表裏反転させながらボディスラムの要領で抱え直して、自分の両足を前方へ開脚させながら尻餅を着くように着地と同時に相手を頭部から突き刺すように落とす。

### ゴリラーマンズ・スープレックス
橋誠のオリジナル技。リストクラッチ・フィシャーマンズ・スープレックスの類似技。自分の片腕を相手の片腿の下を通し、相手の片手首を掴む。その状態で相手の頭部をもう片方の腋に抱えてかけるフィシャーマンズ・スープレックス。

### ゴリラーマンズ・バスター
橋誠が考案した投げっ放し式ゴリラーマンズ・スープレックス。ここ一番では垂直落下式を使用している。

### ゴリラーマンズ・ドライバー
橋誠のオリジナル技。ゴリラーマンズ・スープレックスの体勢で抱え上げた後、相手を表裏反転させながらクラッチして、自分の両足を前方へ開脚させながら尻餅を着くように着地と同時に相手を背面もしくは後頭部から叩きつける。

### スターネス・ダストα
秋山準のオリジナル技。ブレーンバスターの体制で組んだあと、相手の外側の足を取ってリストクラッチして放つ垂直落下式リストクラッチ・フィッシャーマンズ・バスター。

### スターネス・ダストγ
秋山準が考案した垂直落下式リストクラッチ・フィッシャーマンズ・バスター。

### ロックスター・バスター
青柳優馬のオリジナル技。相手をキャプチュードの様に片足を内側から抱え込むようにクラッチして担ぎ上げ、垂直落下で突き刺すフィッシャーマン・バスター。
かつて石井慧介との世界ジュニアヘビー級王座戦用に開発した技。命名はすぐにはせず、2017年の1月2日に技名を公開した。青柳のニックネームでもある「ロックスター」を冠した名前とした。

### ザ・フール
青柳優馬のオリジナル技。相手の右足を抱えながら担ぎ上げ、その場で旋回しながら倒れ込んで叩きつける旋回式ロックスター・バスター。

### キー・クラッシャー'99
ロウ・キーのオリジナル技。フィッシャーマンズ・スープレックスで抱え上げた後、相手の表裏を反転させみちのくドライバーIIの要領で前方へ両足を広げながら尻餅を着くように着地し、同時に相手を背面や後頭部辺りからマットへ叩きつける。
MAZADA（正田落としの名称で使用）、ミラクルマン（ミラクル・スパイラルの名称で使用）、上谷沙弥（スター・クラッシャーの名称で使用）。